# Joseph Menga
Pour les articles homonymes, voir Menga.
Joseph Menga, né le 7 août 1932 à Marseille et décédé le 5 juin 1998 à Caen, est un homme politique français, membre du PS.

## Biographie
Sous-directeur des sevices extérieurs de l'éducation surveillée, il est chargé d'éduquer de jeunes handicapés sociaux.
Il est également adjoint au maire du Havre.